# Hemiexarnis cucuna
Hemiexarnis cucuna är en fjärilsart som beskrevs av Rudolf Püngeler 1906. Hemiexarnis cucuna ingår i släktet Hemiexarnis och familjen nattflyn. Inga underarter finns listade i Catalogue of Life.